# Hawwara
Hawwara o Huwwara, modernament també Howwara i Hewwara (amazic: Ihuwwaren; àrab: الهوارة, al-huwwāra), són un grup de tribus amazigues. Inicialment els Hawwara vivien a Tripolitana junt amb altres tribus com els nafusa, els zenata, els mazata i els lawata, i sota sobirania romana d'Orient.

## Història
Durant la invasió musulmana es van començar a desplaçar a l'oest i se suposa que van formar part dels grups amazics que van donar suport a Kosayla i la Kahina contra els invasors àrabs. Les emigracions es van allargar en el temps; a l'entorn del 700 estaven convertits a l'islam o estaven en via de conversió; la seva identitat nacional amaziga es va marcar aviat amb els musulmans àrabs i van abraçar massivament les doctrines kharigites; vers el 740 van participar en la revolta kharigita al Magreb; després van ser sufrites, ibadites i nukkarites i van participar en totes les revoltes d'aquestes corrents com la que es va produir el 742 dirigida pels sufrites Ukasha i Abd al-Wahid al-Huwwari, la de l'ibadita Abu l-Khattab Abd al-Ala ibn al-Sahm al-Maafiri el 757/758, la d'Abu Yazid Makhlad ben Kaydad al-Nukkari el 943-947 o la revolta amaziga del 953.En aquest temps els hawwara van reconèixer la sobirania dels aglàbides, i alguns grups es van establir a Sicília i altres van arribar a l'oest fins a l'Ahaggar. Els diversos caps de les faccions hawwara reconeixien la sobirania de les grans dinastia del nord d'Àfrica (en alguns casos fins i tot del califat omeia de Còrdova, almoràvits i almohades) i només en alguns casos van organitzar petits estats independents. La repressió dels fatimites (953) i dels hàfsides (especialment Abu Zakariya Yahya I ben Abd al-Wahid, 1228-1249) entre els segles x i xiii, els van debilitar i van deixar de tenir un paper polític i es van assimilar als àrabs pastors dels que van adoptar la llengua i manera de viure.

## Tribus
Les principals tribus dels hawwara són:
- Addasa
- Andara
- Awtita (Hutita)
- Baswa
- Gharyan
- Haragha
- Beni Irmazyan (Marmazyan)
- Kaldin
- Kamlan
- Karkuda
- Lahan o Lahana o Luhan (Luhana)
- Maghar
- Malila
- Maslata o Masallata
- Mindasa o Mindas (Mandas o Mandas)
- Misrata
- Razin o Rasin
- Satat
- Tarhuna
- Wannifan (Wannifa)
- Warfalla (Warfal)
- Wargha
- Warsatis (Warsatifa)
- Washtata
- Yaghmorasen (Ghomrasen ?)
- Zakkawa
- Zanzafa

## Hawwares de Cirenaica i Egipte
Les tribus establertes en aquesta regió van ajudar els fatimites en la conquesta àrab d'Egipte el 969. Establerts a la Governació de Buhayra es van arabitzar completament. Alguns grups foren establerts a l'alt Egipte per Barquq (1380-1381) i el seu cap Ismail ibn Mazin va rebre el feu de Girga. El va succeir Umar, epònim dels Banu Umar, mort el 1396/1397, els quals van governar la regió durant dos segles. A la conquesta otomana el 1517, Ali ibn Umar, cap dels hawwara, va ser reconegut com a governador de l'Alt Egipte. Aquest govern va durar uns 60 anys fins que el 1576 el govern fou suprimit i el govern concedit a Sulayman Bey, d'origen incert.
Van romandre supeditats a governadors otomans fins al segle xviii quan el amir de la tribu, Humam ibn Yusuf va imposar el seu poder de facto sobre els governadors otomans; és descrit com un gran xeic àrab generós, hospitalari i lleial però Burckhard també assenyala que carregava de taxes als mercaders i que havia sotmès als coptes a un estat de semiesclavatge; Humam donava suport a la facció Kasimiyya al Caire i quan aquesta va caure (1730) els que van sobreviure van anar als territori d'Humam i es van posar al seu servei i progressivament es van assimilar a la gent del país. Durant un cert temps Humam va donar suport sempre als personatges del Caire que perdien el poder; tenia estrets vincles amb Salih Bey el darrer cap kasimita exiliat per ordre d'Alí Bey al-Kabir (1765); quan aquest mateix va anar a l'Alt Egipte buscant asil, Humam li va donar però el va fer reconciliar amb Salih i amb aquesta aliança els dos homes van poder recuperar el Caire; després Ali va assassinar Salih (1768) i Humam va ajudar els seguidors del difunt a conquerir Asyut i a mantenir la ciutat contra el governador de l'Alt Egipte nomenat per Ali, fins que finalment foren derrotats i rebels i els hawwara van haver de fugir; Humam va morir poc després a Isna (7 de desembre de 1769) i amb ell va acabar l'hegemonia dels hawwara que havia durat bona part tot el segle, encara que van conservar importància econòmica i social. En temps de Muhammad Ali els mamelucs de l'Alt Egipte foren eliminats i Ibrahim Pasha els va confiscar els béns (1813). Els descendents d'Human foren afectats per aquesta política i els hawwara van esdevenir simples camperols.
Alguns grups Hawwara es van establir fins i tot al Sudan.

## Hawwares de Tripolitana
Vivien entre l'est de Trípoli i Waddan (a l'oasi al-Djufra). Els hawwara tripolitans van donar suport a l'imam ibadita Abu l-Khattab al-Maafiri (mort 761) i després a l'imam Abu Hatim al-Malzuzi (mort 772); van restar fidels per molt de temps a la doctrina ibadita.

## Hawwares de Fezzan
Alguns grups es van estendre al Fezzan. Al segle xii apareix un estat amazic ibadita a Zawila governat per la dinastia hawwarita dels Banu Khattab.

## Hawwares de Tunísia
Els primera hawwara de Tunísia foren la tribu Zanzafa que vivia a Gabès i a la muntanya del sud, eren ibadites, i obeïen a l'imam rustúmida de Tahart. Altres grups hawwara procedents de Tripolitana es van establir després per diverses zones de Tunísia. El 882 apareix un grup hawwara revoltat contra l'aglàbida Abu-Ishaq Ibrahim ibn Àhmad (875-902) a la regió de Béja. A la plana de Kairuan apareixen revoltats contra els fatimites el 944, dirigits per Abu Yazid Makhlad ben Kaydad al-Nukkari (l'home de l'ase) del que van ser els més fidels partidaris. Al Djarid i entre Gabès i Sfax s'hi van establir probablement vers el segle xii o al XIII com a màxim. Al segle xiv grups hawwara ibadites es van establir a l'illa de Gerba.

## Hawwares de Sicília
Els hawwares van participar en la conquesta de l'illa de Sicília el 827. Encara el 1196 s'informa de les presència de hawwares a Palerm. Una part dels emigrants van restar fidels a les doctrines ibadites i encara al segle xii s'assenyala que hi havia una comunitat ibadita a Sicília que vivia al sud de Castrogiovanni (Kasr Yanu).

## Hawwares d'Algèria
A Algèria els hawwara apareixen inicialment al Zab on s'esmenten el 742. Aquí es van revoltar contra els aglàbides el 864. Fugint de la repressió fatimita contra els hawwara del Djabal Awras (Aurès) el 953, grups hawwares es van refugiar al Zab i altres es van sotmetre. Després van poblar essencialment dues regions: el sud de Constantina i l'est d'Orà. En aquesta darrera apareixen al final del segle viii com a partidaris de l'imam de Tahart; van participar en la revolta contra l'imam Abd al-Wahhab ibn Abd al-Rahman ibn Rustam (784-824) i es van apoderar de la vall del Mina (un afluent del Chelif) on van fundar un petit estat sota la dinastia dels Banu Masala amb centre al territori d'Hillil i de Relizane i que incloïa la Kalat Hawwara (moderna Kalat Bani Rashid) entre Ralizane i Mascara.
L'Ahaggar o Hoggar fou el territori dels tuaregs hoggar possiblement derivats d'una barreja dels hawwara (hawwar deformat a hoggar) amb un grup tuareg anomenat Lamta que vivia al nord de Gao. Els hawwara de l'Aurès haurien fugit al sud el 953 després de la seva derrota contra el califa fatimita.

## Hawwares del Marroc
Diversos grups hawwara van arribar al Marroc entre el segle ix i el XIII. Van jugar un cert paper a la regió de Tamesma a la primera meitat del segle xvi.

## Hawwares d'al-Àndalus
Grups hawwara van passar a l'Àndalus en el moment de la conquesta islàmica. Sota els omeies dominaven la comarca de Xantabariyya (actualment Santaver, l'antiga Ercavica), dirigits per la família dels Banu Zennun que es van revoltar sovint (per exemple el 775) i van esdevenir valís hereditaris el 873. Mussa ibn Dhi-n-Nun, que va tenir capital a Uqlíx (Uclés) va governar com un virtual sobirà independent i va arribar a dominar Tulaytula uns anys, i el seu fill Yahya ibn Mussa encara va ampliar l'autonomia amb capital a Walma (Huélamo) fins que Abd-ar-Rahman III va posar fi als diversos feus que s'havien format i va sotmetre Santaver el 933. Aleshores Santaver va formar una cora o circumscripció de la Marca Mitjana amb centre a al-Qannit (Cañete) i després a Qunka (Conca, fundada per Almansor el 999). Tot el segle x els Banu Zennun van mantenir la posició de notables amb residència a Wabda (Huete), on encara vivien al segle xi. Grups hawwara van viure també a Mislata (València), el nom del qual deriva de la tribu Maslata.